# Sindrome cervicale di Neri-Barrè-Lieou
La sindrome cervicale di Neri-Barré-Lieou (conosciuta anche con il nome di sindrome simpatica cervicale posteriore) è una rara patologia che si caratterizza per una serie di sintomi cranici (cefalea, vertigine) e che in genere compare dopo lesioni al collo, processi infiammatori o neoplasie.

## Storia
La prima segnalazione clinica e il primo tentativo di interpretazione della sindrome si deve al medico italiano Vincenzo Neri e risale al 1924. La sindrome venne successivamente descritta in modo compiuto nel 1928 dal medico Jean Alexandre Barré (1880-1967). Il dr. Barré (più noto per il suo lavoro con Georges Guillain sulla polineurite infiammatoria) descrisse una sindrome dei nervi simpatici cervicali posteriori e la sua frequente causa, un'artrite cervicale cronica. Un autore cinese Yang Choen Liéou descrisse (in modo indipendente da Barré) nella sua tesi del 1928 un disturbo simpatico associato all'artrite cervicale che in molti ritengono essere la medesima entità.

## Eziologia
La patologia è di raro riscontro e può manifestarsi in diverse circostanze:
- Traumi a carico della colonna vertebrale
- Sublussazione dell’atlante (C1, ovvero la prima vertebra cervicale)rispetto all’occipite
- Debolezza delle strutture legamentose del collo con instabilità vertebrale cervicale (in genere secondaria a lesioni da colpo di frusta).

Alla base di tutte queste entità sembra esservi un'instabilità vertebrale che, una volta verificatasi, va a influenzare negativamente la funzione dei gangli simpatici cervicali

## Segni e Sintomi
La sindrome tende a presentarsi con sintomi molto diversificati ed è spesso confusa con altre malattie. I pazienti generalmente riferiscono cefalea, otalgia, sindrome vertiginosa, tinnito, dolore oculare, disturbi visivi intermittenti, dolore cervicale, disturbi vasomotori al volto (spesso con tendenza all’aspetto cianotico del volto), iperestesia corneale e ulcere corneali.
Compaiono anche molti sintomi ricorrenti che colpiscono la sfera neurologica e psichica del paziente: compromissione della memoria, compromissione dell’elaborazione del pensiero, senso di stordimento, ansia, sindrome depressiva.

## Diagnosi
La presenza di vertigine, otalgia, tinnito orienta spesso verso un disturbo dell'orecchio. Il paziente viene così sottoposto a valutazione otorinolaringoiatrica (ORL), audiometria e elettronistagmografia, specialmente se l'esame dell'orecchio risulta normale. 
Molti pazienti sono sottoposti a radiografia delle mastoidi, delle rocche petrose e del canale uditivo interno per la diagnosi differenziale dell’otalgia e del tinnito.
Per escludere un neurinoma dell'acustico spesso si esegue una risonanza magnetica (RMN) del cervello e dei canali uditivi. Gli stessi disturbi neurologici possono indurre alla esecuzione di una TAC encefalo o una RMN encefalo.
Quando la sintomatologia sembra indirizzare verso una malattia delle arterie vertebrali o basilari si deve eseguire un'angiografia cerebrale oppure in alternativa un'angiografia a risonanza magnetica. Talvolta la sintomatologia sembra condurre ad una diagnosi di sclerosi multipla:  in questo caso ancora una volta l’esame più indicato è la risonanza magnetica cerebrale.
In considerazione del fatto che la sindrome appare molto sfuggente (e non tutti gli autori concordano sulla sua reale natura di sindrome a sé stante, vedi paragrafo controversie) una volta esclusa una causa ORL, verosimilmente è opportuno inviare il paziente ad un neurologo e lasciare allo specialista gli ulteriori accertamenti diagnostici.

## Trattamento
Il trattamento per la sindrome di Neri Barré-Liéou è prevalentemente sintomatico e spesso comporta il ricorso a lungo termine di farmaci antiinfiammatori (FANS) e antidolorifici. È stato anche tentato il trattamento tramite blocco con novocaina del ganglio stellato. Il trattamento della sublussazione o disallineamento della prima vertebra cervicale può comportare il ricorso a un intervento di fusione chirurgica. In alcuni casi si ricorre a cure chiropratiche per ottenere un miglioramento a livello motorio e neurologico.

## Controversie
Secondo alcuni Autori la sindrome di Neri-Barré-Lieou è una non-entità clinica.
La sindrome di Neri-Barré-Lieou nel passato è stata chiamata con diversi nomi fra cui brachialgia parestesica notturna, emicrania cervicale, artrite cervicale cronica, distonia neurovertebrale e vertigine dell'artrosi cervicale. Polemicamente è stato detto che "il numero di sinonimi sembra essere inversamente correlato alla solidità della diagnosi".
Secondo questi autori la sindrome sarebbe una sorta di deposito di sintomi senza una precisa diagnosi, in particolare nei soggetti che hanno subito lesioni al rachide cervicale.